# Thor
Thor (nórdico antigo: Þórr;  PRONÚNCIA) é um deus proeminente no paganismo germânico. Na mitologia nórdica, ele é um deus empunhando um martelo associado a relâmpago, trovão, tempestades, bosques e árvores sagradas, força, a proteção da humanidade e a fertilidade.

A divindade era conhecida pela mitologia germânica e paganismo como Þunor (em inglês antigo) ou Donar (em alto-alemão antigo), decorrente da língua protogermânica Þunraz (que significa "trovão"). Thor também é chamado de Ásaþórr, Ökuþórr, Hlórriði e Véurr.
Em última análise decorrente da religião protoindo-europeia, Thor é um deus devidamente destacado em toda a história registrada dos povos germânicos, a partir da ocupação romana de regiões da Germânia, para as expansões tribais do período de migração, a sua alta popularidade durante a Era Viquingue. Dentro do período moderno, Thor continuou a ser reconhecido no folclore rural de todas as regiões germânicas, é frequentemente referido em nomes de lugares e o dia da semana Thursday / Donnerstag (Quinta-feira) ou Dia de Thor, é utilizado desde o período pagão até os dias de hoje. No sul do Brasil, na variante regional riograndense do idioma alemão hunsriqueano, Donnerstag é Donnerstooch.
É filho de Odin (o deus supremo de Asgard) e Jord (a deusa de Midgard), foi casado com Sif. Durante o Ragnarök, Thor matará e será morto por Jörmungandr.

## História em geral
Thor nasceu, filho de Odin, rei de Asgard, e da giganta, Jord. Ele tinha um irmão mais novo, Meili. Em algum momento de sua vida, ele se casaria com Sif e teria um filho, Modi e duas filhas, Lorride e Thrúd, com ela. Thor também teve outro filho mais velho, Magni, que Thor foi concebido com seu casamento com Járnsaxa. Thor também tem um enteado, filho de Sif, Uller, que Sif concebeu de seu primeiro casamento.
Em algum momento, Odin convidou o gigante de pedra, Hrungnir, para ir a Asgard. Depois de se embriagar com hidromel, Hrungnir foi incitado por Odin a fazer todo tipo de ostentação e travessuras, tudo para diversão da corte. Quando Thor chegou ao salão, ele não gostou das ameaças do gigante bêbado e começou a bater o Mjölnir com tanta força na cabeça de Hrungnir que ele foi feito em pedaços, com pedaços de rocha acabando alojados na cabeça de Thor. Assustado com a pedra, ele não percebeu o corpo de Hrungnir caindo em cima dele. Nenhum dos Aesir no salão era forte o suficiente para empurrar o cadáver para longe dele. Mas então os filhos de Thor, Magni e Modi, que na época não eram maiores que arbustos, vinham em auxílio do pai e tiravam o corpo de Hrungnir de cima dele.
Em algum momento de ira, Odin furiosamente ordenou que Thor, junto com seu irmão Meili, usasse Mjölnir para massacrar todos os gigantes em Midgard que pudesse encontrar. Thor já havia massacrado a maioria dos Gigantes em Midgard (com exceção de Jörmungandr, sua grande rival) e conquistado uma reputação terrível como o Deus Nórdico mais forte em todos os Nove Reinos.
Certa vez, o pai de Thor, Odin, fez uma aposta com um gigante, que havia se disfarçado de mortal, para melhorar as muralhas de Asgard dentro de um período de tempo quase impossível. Odin perdeu a aposta e enviou Thor para matar gigante quando ele descobriu a verdadeira natureza do pedreiro como um Jötunn. Sem o conhecimento de Odin, o gigante colocou uma fraqueza nas paredes para a preparação para o Ragnarök, quando Surt chegaria e queimaria Asgard até as cinzas.
O rei gigante Thrym certa vez roubou Mjölnir e fugiu com ele para Jötunheim, enquanto Thor estava dormindo. Thor então entrou furtivamente em Jötunheim com Freya para a festa de casamento entre ela e Thrym. Quando o Rei Gigante revelou Mjölnir durante a cerimônia, Thor se revelou, pegou de volta seu martelo e começou a massacrar todos os Gigantes presentes para as festividades, incluindo Thrym, quebrando seu crânio. Isso até Freya lançar um feitiço para devolver Thor e ela mesma de volta a Asgard, o que o levou a manter alguma forma de desdém contra ela, já que ele também recebeu ordens de Odin para estabelecer uma posição segura no reino.

## Nome
O antigo nórdico Þórr, o inglês antigo Thunor e o alto-alemão antigo Donar são cognatos, descendentes de um germânico comum *þonaroz ou *þunraz, que significa "trovão". O nome do deus do trovão gaulês, Taranis e o deus irlandês Tuireann, também estão relacionados.
O nome de Thor é a origem do dia da semana Thursday (Quinta-feira). Ao empregar uma prática conhecida como Interpretatio germanica durante o período do Império Romano, os povos germânicos adotaram o calendário romano semanal e substituíram os nomes dos deuses romanos pelas suas próprias divindades. O latin dies Iovis (dia de Júpiter) foi convertido para o proto-germânico *Þonares dagaz (Thor's day ou dia de Thor), do qual deriva o inglês moderno "Thursday".
Começando na Era Viquingue, os nomes de pessoas que contêm o theonym (do clássico grego theos [Deus] e nym [nome], um termo para o nome de um deus) Thōrr são registrados com grande freqüência. Antes daí, nenhum outro exemplo foi registrado. Nomes como esse podem ter florescido durante a Era Viquingue, como uma resposta desafiadora às tentativas de cristianização, semelhante à prática em larga escala de usar pingentes do martelo de Thor.
Por meio de um povoado escandinavo da Era Viquingue na Inglaterra, o nome da divindade em nórdico antigo foi introduzido em inglês antigo como Þór, aparentemente mudando a forma nativa do nome da divindade, Þunor. No entanto, a moderna ortografia Thor é uma anglicização do nome nórdico antigo da Era Viquingue no século XVII.
Em 1828, o químico sueco Jöns Jacob Berzelius (1779-1848) descobriu o elemento tório, nomeando-o assim em homenagem a Thor.

## Características

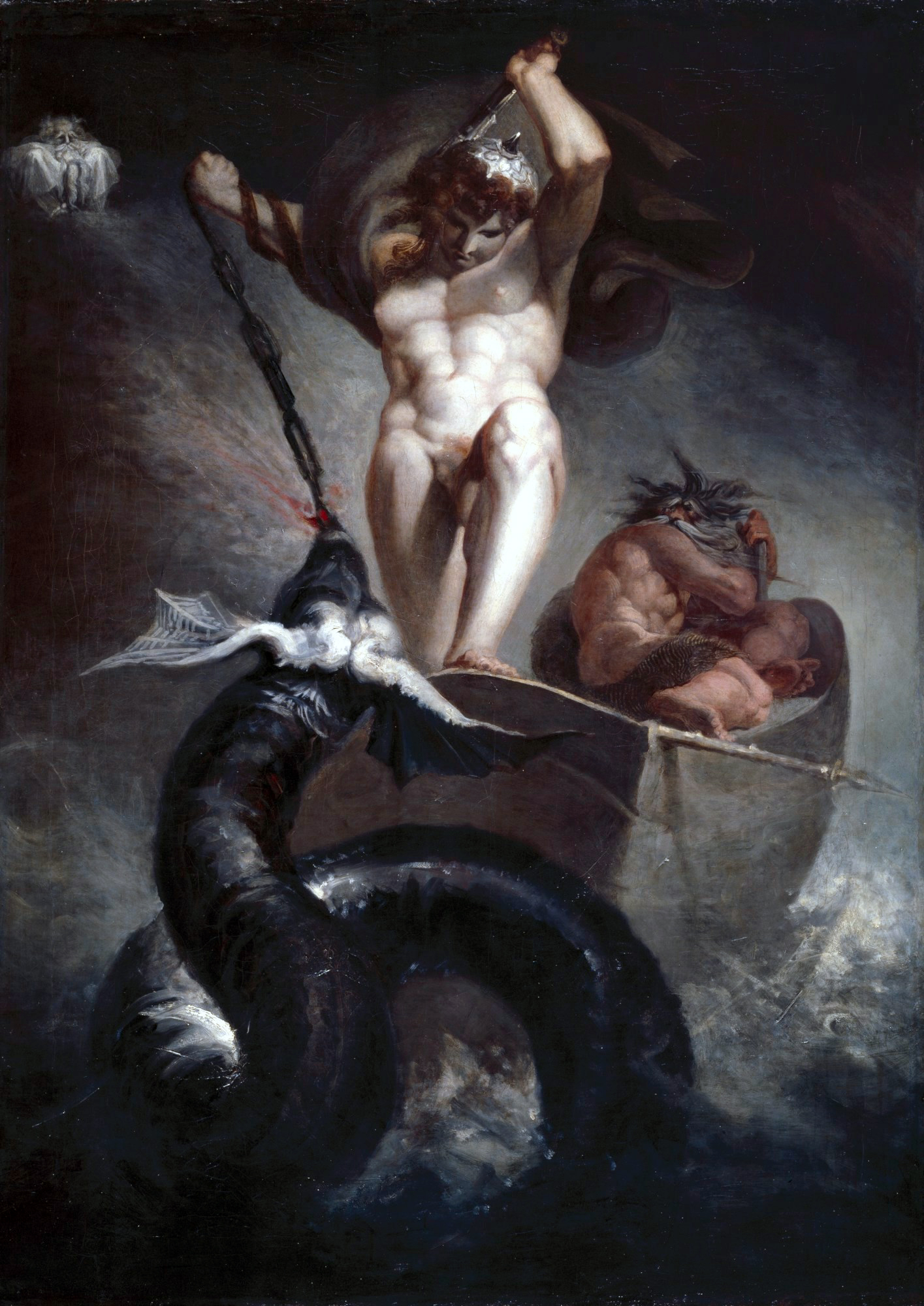
Thor lutando contra a serpente Jormungand, filha de Loki por Johann Heinrich FüssliAcademia Real Inglesa

Thor era grande para um deus, extremamente forte (podendo comer uma vaca em uma "refeição").  e adorava disputas de poder e era o principal campeão dos deuses contra seus inimigos, os gigantes de gelo. Os fazendeiros, que apreciavam sua honestidade simplória e repugnância contra o mal, veneravam Thor em vez de Odin, que era mais atraente para os que eram dotados de um espírito de ataque, ou que valorizavam a sabedoria.
A arma de Thor era um martelo de guerra mágico, chamado Mjolnir com uma enorme cabeça e um cabo curto e que nunca errava o alvo e sempre retornava às suas mãos. Ele usava as luvas de ferro mágicas járngreipr para segurar o cabo do martelo e o cinturão Megingjard que aumentava sua força em dez vezes.[carece de fontes?]
Teve também uma vida doméstica importante. Casou duas vezes, a primeira com a gigante Járnsaxa, que lhe deu um filho, Magni (força). Outro filho de nome Modi ("coragem") é também atestado nas fontes antigas, mas sem referir o nome da mãe. E o segundo casamento, que foi muito mais importante no mito do deus Thor, foi com Sif, a bela dama dos cabelos tão louros como o ouro. Com ela teve uma filha:  Thrud
Os antigos escritores (Saxo, Adam de Bremen, Aelfric, Snorri) identificaram Thor com o deus greco-romano Júpiter porque ambos são filhos da Mãe-Terra, comandante das chuvas, dos raios e trovões, são protetores do mundo e da comunidade cujo símbolo era o carvalho, representando  o tronco da família. Os animais de ambos deuses era o carneiro, o bode e a águia. Thor era sempre apresentado com seu martelo e Júpiter com seu cetro. Thor matou a serpente Jormungand e Júpiter o dragão Tifão. O historiador Tácito identificou Thor com Hércules, por causa de seu aspecto, força, arma e função de protetor do mundo.[carece de fontes?]
Thor gostava da companhia de Loki, apesar do talento desse embusteiro para colocar ambos em confusões. As histórias de suas aventuras estão entre as mais ricas da mitologia nórdica. No panteão nórdico, Thor era o destruidor do mal e o segundo maior expoente dos deuses Aesir. A imagem de Thor aparece em muitas estelas rúnicas assim como seu nome ou seu martelo. Thor era um excelente guerreiro e já havia derrotado muitos gigantes, trolls, monstros, berserker e feras, segundo o Edda em Prosa. Thor percorria o mundo numa carruagem puxada por dois bodes chamados Tanngrísnir e Tanngnjóstr. Conta-se que quando Thor percorria o céu nessa carruagem as montanhas ruiam, e o barulho provocado pelas rodas do veículo originavam os trovões. Thor habitava em Thrudheimr (ou Thrudvangr) no salão Bilskirnir onde ele recebia os pobres depois que haviam morrido. Esse salão possuía 540 acomodações e era considerada a maior de todas as construções. O mensageiro de Thor era o veloz Thjalfi e sua criada era Röskva, irmã de Thjalfi. Quando Thor estava longe de seu lar ele matava seus bodes e os comia, e depois os ressuscitava com martelo mágico. Thor é o criador da constelação conhecida pelos viquingues como Dedo de Aurvandill. Era Thor o deus que mais possuía templos na Escandinávia.[carece de fontes?]
No Ragnarok, a tarefa de Thor era matar a Jormungand ou Serpente Midgard (uma serpente tão grande que envolve a Terra), cria de Loki, mas ele morre na batalha.
Os anglo-saxões deram o nome de Thor ao quinto dia da semana, Thursday, ou Thor's day (quinta-feira, em inglês); o mesmo aconteceu entre os escandinavos que chamaram a quinta-feira de Torsdag. O mesmo acontece no idioma alemão em que a quinta-feira se chama Donnerstag (donner = trovão; tag = dia).

## Genealogia

### Ascendência
É difícil e confuso traçar a descendência de Odin, Vali e Baldur são os filhos reconhecidos universalmente, mas existem textos que referem diferentes filhos. Assim, a ascendência provável de Thor será:

### Descendência
Thor casou duas vezes, a primeira com Járnsaxa, que lhe deu um filho, Magni (força). Outro filho de nome Modi (coragem) de mãe desconhecida, é também atestado nas fontes antigas. Do segundo casamento, com Sif, teve duas filhas: Lorride e Thrud. Por vezes o outro filho de Sif, Uller, é também referido como filho de Thor, mas é apenas seu enteado.
|  |  |  |  |  |  | Járnsaxa | Járnsaxa | Járnsaxa | Járnsaxa | Járnsaxa | Járnsaxa |       |       |       |       |       |       | Thor | Thor | Thor | Thor | Thor | Thor |      |      |      |      |      |      | ? | ? | ? | ? | ? | ? |  |  |  |  |  |  |  |  |  |  |  |  |  |  |  |  |
|  |  |  |  |  |  | Járnsaxa | Járnsaxa | Járnsaxa | Járnsaxa | Járnsaxa | Járnsaxa |       |       |       |       |       |       | Thor | Thor | Thor | Thor | Thor | Thor |      |      |      |      |      |      | ? | ? | ? | ? | ? | ? |  |  |  |  |  |  |  |  |  |  |  |  |  |  |  |  |
|  |  |  |  |  |  |          |          |          |          |          |          |       |       |       |       |       |       |      |      |      |      |      |      |      |      |      |      |      |      |   |   |   |   |   |   |  |  |  |  |  |  |  |  |  |  |  |  |  |  |  |  |
|  |  |  |  |  |  |          |          |          |          |          |          | Magni | Magni | Magni | Magni | Magni | Magni |      |      |      |      |      |      | Modi | Modi | Modi | Modi | Modi | Modi |   |   |   |   |   |   |  |  |  |  |  |  |  |  |  |  |  |  |  |  |  |  |

|  |  |  |  |  |  | Thor                          | Thor                          | Thor                          | Thor                          | Thor                          | Thor                          |  |  |       |       |       |       | Sif   | Sif   | Sif | Sif | Sif   | Sif   |       |       |       |       |
|  |  |  |  |  |  | Thor                          | Thor                          | Thor                          | Thor                          | Thor                          | Thor                          |  |  |       |       |       |       | Sif   | Sif   | Sif | Sif | Sif   | Sif   |       |       |       |       |
|  |  |  |  |  |  |                               |                               |                               |                               |                               |                               |  |  |       |       |       |       |       |       |     |     |       |       |       |       |       |       |
|  |  |  |  |  |  |                               |                               |                               |                               |                               |                               |  |  |       |       |       |       |       |       |     |     |       |       |       |       |       |       |
|  |  |  |  |  |  | Casella "Lorrid" non definita | Casella "Lorrid" non definita | Casella "Lorrid" non definita | Casella "Lorrid" non definita | Casella "Lorrid" non definita | Casella "Lorrid" non definita |  |  | Thrud | Thrud | Thrud | Thrud | Thrud | Thrud |     |     | Uller | Uller | Uller | Uller | Uller | Uller |

## Símbolos e artefactos

Amuleto representativo do martelo de Thor, encontrado em 1877 na Escânia, Suécia

O mais importante símbolo de Thor é o martelo, Mjölnir (destruidor), que na pré-história escandinava surgia sob a forma de um machado - relacionado à fertilidade e aos fenômenos atmosféricos. O martelo de Thor, também se relaciona com os aspectos míticos de ferreiro do deus, ao criar trovões e relâmpagos. Existem evidências de que o culto ao martelo continuaram na Era Viquingue a serem propiciadores de fertilidade feminina para o casamento. O uso de pingentes com a forma do martelo foram um dos grandes elementos de identidade pagã no final da Era Viquingue (Langer, 2010), e segundo vários pesquisadores, serviu como uma resposta ao uso cotidiano de cruzes em pescoços dos cristãos convertidos. Recentemente, diversos formatos de pingente do martelo são vendidos em todo o mundo, demonstrando não somente a permanência do símbolo, mas também, a grandiosidade do mito de Thor na cultura e no imaginário contemporâneo, que atinge de forma impressionante o cinema, a literatura, os quadrinhos/banda desenhada e as artes plásticas em geral.[carece de fontes?]
Além do martelo, Thor usava ainda outros dois artefactos que estavam directamente ligados ao mjölnir. O járngreipr, umas luvas de ferro, que Thor usava para manejar o mjölnir. O terceiro artefacto era o cinto (megingjord) que lhe concedia um tremendo aumento da sua força, e igualmente o tornava apto a manejar o martelo.

## O roubo do martelo de Thor

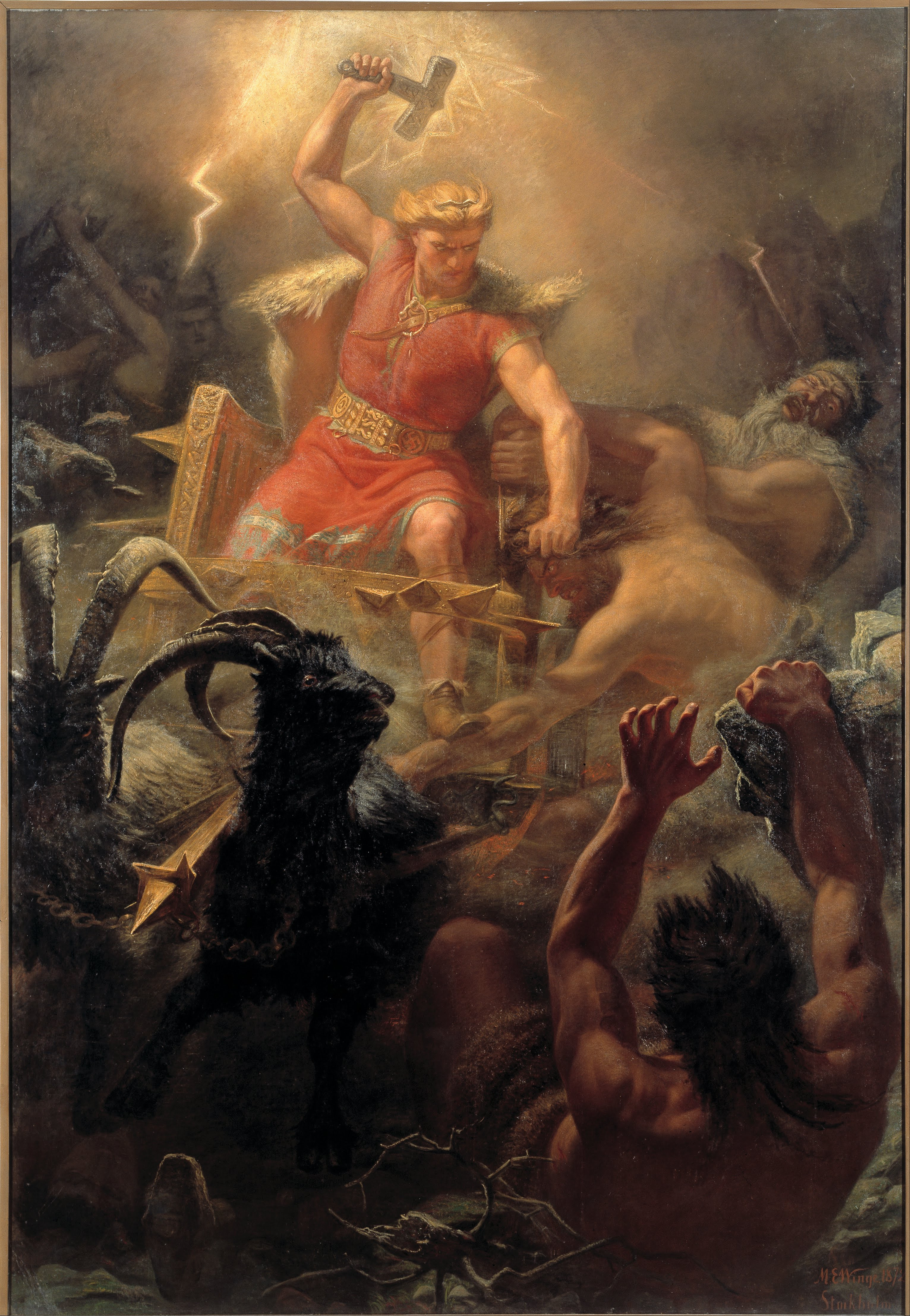
Thor lutando contra os gigantes

Certa vez, Thor perdeu seu martelo e pediu à deusa Freia para que lhe emprestasse a forma de uma ave de rapina com o intuito de procurá-lo. Thor, sob a forma de um falcão, voa dirigindo-se para bem longe e fica sabendo que seu martelo mágico, a única arma suficientemente capaz de enfrentar os gigantes, está no poder de um deles de nome Thrym, que vive no fundo da terra.
Thor, então, pede que seu martelo seja devolvido no que o gigante recusa, advertindo que o devolveria apenas se a deusa Freia aceitasse casar-se com ele, algo que a deusa toma como uma ofensa. Logo orientado pelo oráculo Heimdall a disfarçar-se de Freia concordando com o pedido de casamento e assim recuperar seu martelo, parte juntamente com Loki para Jotunheim, a Terra dos gigantes, a bordo de sua carruagem sob o espetáculo de raios e trovões.
Chegando à Jotunheim, é efusivamente recepcionado por seus anfitriões gigantes, que se espantam com a sua fome e seus olhos flamejantes sob o véu que Thor veste. Loki, disfarçado então de serviçal, tranquiliza-os argumentando que a 'deusa' estava há várias noites sem comer e dormir devido à angústia e ansiedade do casamento. Quando logo o martelo é colocado no colo da falsa noiva, Thor se revela e mata o seu noivo gigante e todos os outros convidados ao redor, retornando triunfalmente para Asgard.[carece de fontes?]

## A pesca da serpente

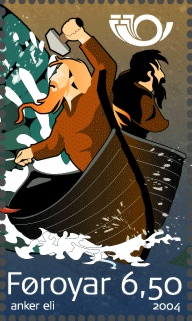
A história da viagem de pesca de Thor feita em um selo de 2004 das Ilhas Faroé

Segundo um antigo mito viquingue, Thor decide visitar o gigante do mar, Hymir, disfarçado de mancebo. Logo que chega junto a Hymir, Thor se oferece para ajudá-lo na pescaria, que inicialmente é recusada pelo gigante depois vindo a ser consentida. A pedido do gigante, Thor vai até o seu rebanho e mata um de seus touros levando a cabeça do animal que será usada como isca durante a pescaria. Ambos partem juntos, sendo que Thor rema vigorosamente levando-os a um local afastado daquele comumente usado por Hymir. Lá, o seu anzol é preparado e lançado ao mar, onde a Serpente do Mundo, que habita os oceanos, fisga, advindo um intenso combate onde Thor a prende com tanta tenacidade e força que seus pés rompem a estrutura do barco tocando o fundo do oceano. Quando Thor brande seu martelo a ponto de golpeá-la, o gigante enfim corta a linha do anzol. Em outras versões do mito, a serpente foge enquanto Thor atira o gigante à água voltando à praia em seguida.[carece de fontes?]

## Thor na mídia

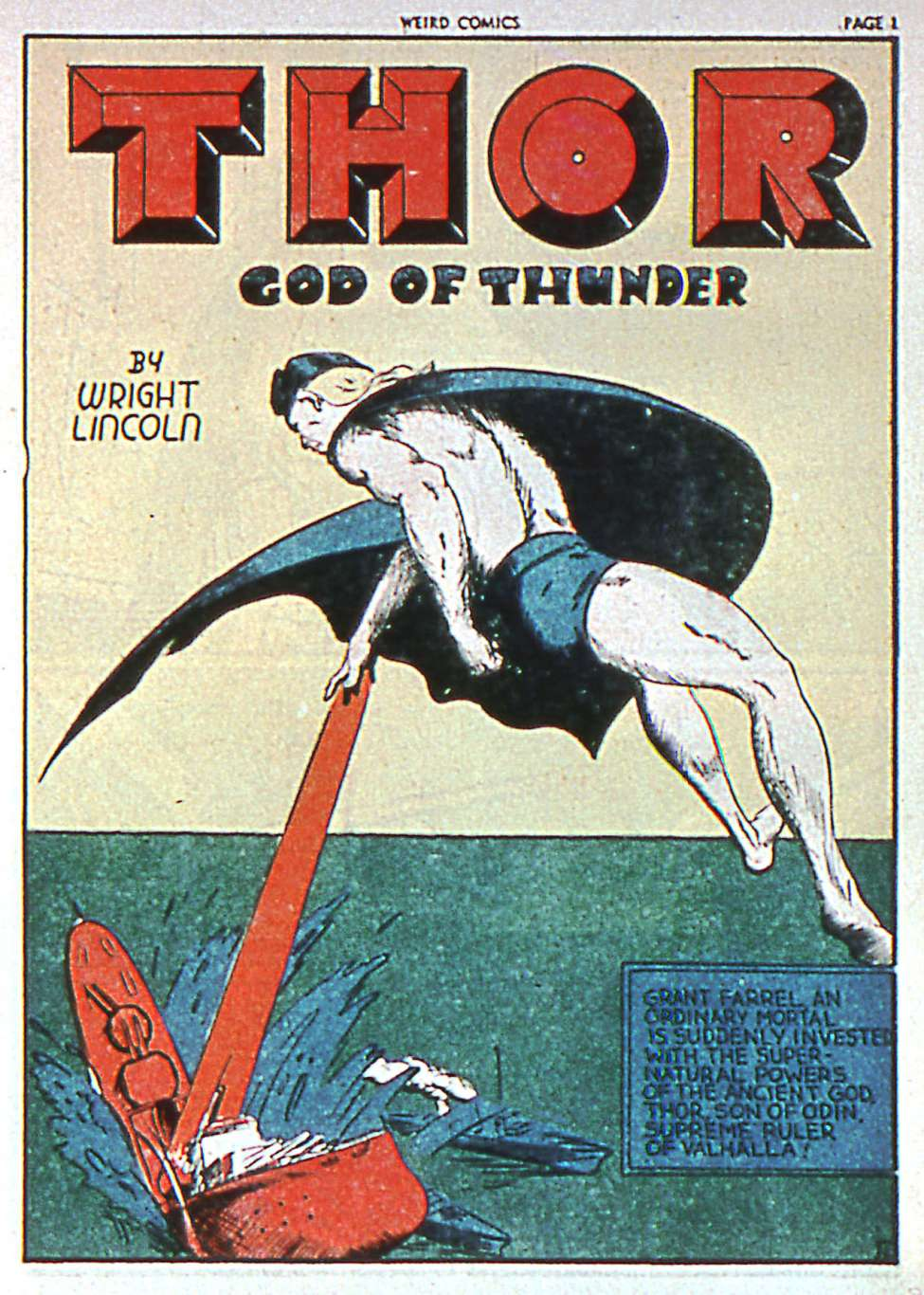
Thor God of Thunder, Weird Comics #1, abril de 1940, Fox Feature Syndicate.

Thor teve versões em quadrinhos em editoras como Fox Feature Syndicate e DC Comics, porém, a sua versão mais famosa  é da Marvel Comics, nela, Thor é um dos heróis que transita entre Midgard e Asgard, luta com a equipe Vingadores e mantém sua imagem divina de deus do trovão. O imaginário de Thor nos quadrinhos é devedor de representações surgidas durante o século XIX, especialmente das óperas alemãs, afastando-se da iconografia medieval. Sua armadura recorda o equipamento romano e seu elmo com asas é influenciado pelas fantasias do século XIX: os viquingues nunca utilizaram elmos com chifres ou asas, nem ao menos existe qualquer referência a isto sobre Thor nas fontes literárias medievais (Langer 2006).
Nas adaptações para o cinema, Thor foi interpretado por Chris Hemsworth e apareceu nos filmes Thor (2011), Os Vingadores (2012), Thor: O Mundo Sombrio (2013), Vingadores: Era de Ultron (2015), Thor: Ragnarok (2017), Vingadores: Guerra Infinita (2018), Vingadores: Ultimato (2019) e Thor: Amor e Trovão (2022)
No livro "Cole Lylen e o Coração da Morte", Thor é um mutante sangue-puro. O autor usou o nome para representar o seu poder, o raio. Na história, Thor é um vilão, um servo leal do mutante considerado a maior força temivel, de acordo com o livro, de todos os tempos, Hades, o imperador das trevas. Ele também é um possível juiz da morte (são sete servos que receberam poderes inimagináveis de Hades). [carece de fontes?]
É também bastante citado na série de livros de Douglas Adams, The Hitchhiker's Guide to the Galaxy, aparecendo em Life, the Universe and Everything com destaque e mais tarde na continuação escrita por Eoin Colfer, And Another Thing....[carece de fontes?]
O deus faz uma aparição no arco Caliber da série de anime e light novel Sword Art Online.[carece de fontes?]
Na série The Almighty Johnsons, em que deuses nórdicos reencarnam em pessoas comuns, é Derrick, um pastor de ovelhas temperamental que usa o martelo para matar coelhos, os quais odeia.[carece de fontes?]
Thor é o núcleo da animação islandesa Legends of Valhalla: Thor, de 2011.
Thor aparece em God of War Ragnarök, como um antagonista principal, interpretado por Ryan Hurst.